# Frédéric Bazille målar vid sitt staffli
Frédéric Bazille målar vid sitt staffli (franska: Frédéric Bazille peignant à son chevalet) eller  Frédéric Bazille är en oljemålning av den franske konstnären Auguste Renoir från 1867. Den ingår i Musée d'Orsays samlingar, men är deponerad sedan 2006 på Musée Fabre i Montpellier.
Målningen är ett porträtt av Frédéric Bazille som arbetar i sin ateljé på 20 rue Visconti i Paris. Vid tillfället för Renoirs porträtt målade Bazille och Alfred Sisley ett stilleben med fåglar som båda nu återfinns på Musée Fabre. I målningens bakgrund, uppsatt väggen, har Renoir avbildat en målning av ett snölandskap; det är Claude Monets La Route sous la neige à Honfleur som idag är i privat ägo. 

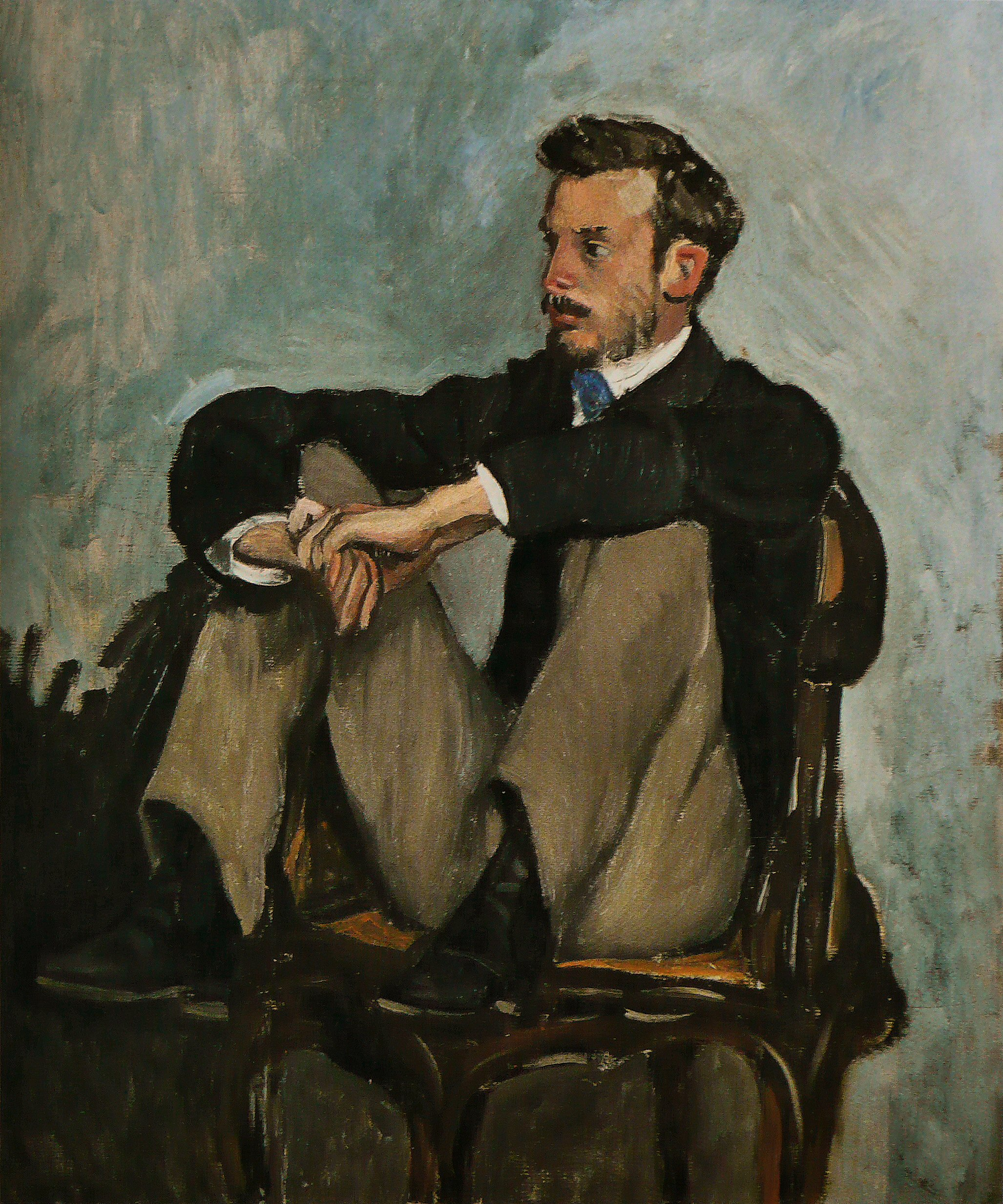
Porträtt av Pierre Auguste Renoir från 1867 av Frédéric Bazille (62 x 51 cm), Musée d'Orsay.

Bazille hade tidigare samma år porträtterat Renoir och då använt samma färgskala. Bazille skänkte målningen till Renoir som behöll den livet ut. Även det porträttet ingår i Musée d'Orsays samlingar och har tidvis varit deponerat på Musée Fabre i Montpellier.
Bazille studerade som ung hos den schweiziske konstnären Charles Gleyre i Paris och lärde där känna de blivande impressionisterna Renoir, Monet och Sisley. Bazille kom från en välbärgad familj och hade därför möjlighet att själv köpa konst (till exempel Monets Kvinnor i trädgården) och hyra ateljéer där han även upplät plats åt sina konstnärsvänner (jämför Bazilles ateljé). Han dog ung 1870 i fransk-tyska kriget. 
Renoirs porträtt av Bazille köptes av Édouard Manet som 1876 lät ställa ut målningen på den andra impressionistutställningen för att visa stöd för den impressionistiska rörelsen. Efter utställningen bytte Bazilles far Gaston Kvinnor i trädgården av Monet mot Renoirs porträtt av sonen. Frédéric Bazilles bror Marc donerade 1924 porträttet till franska staten.

## Relaterade bilder

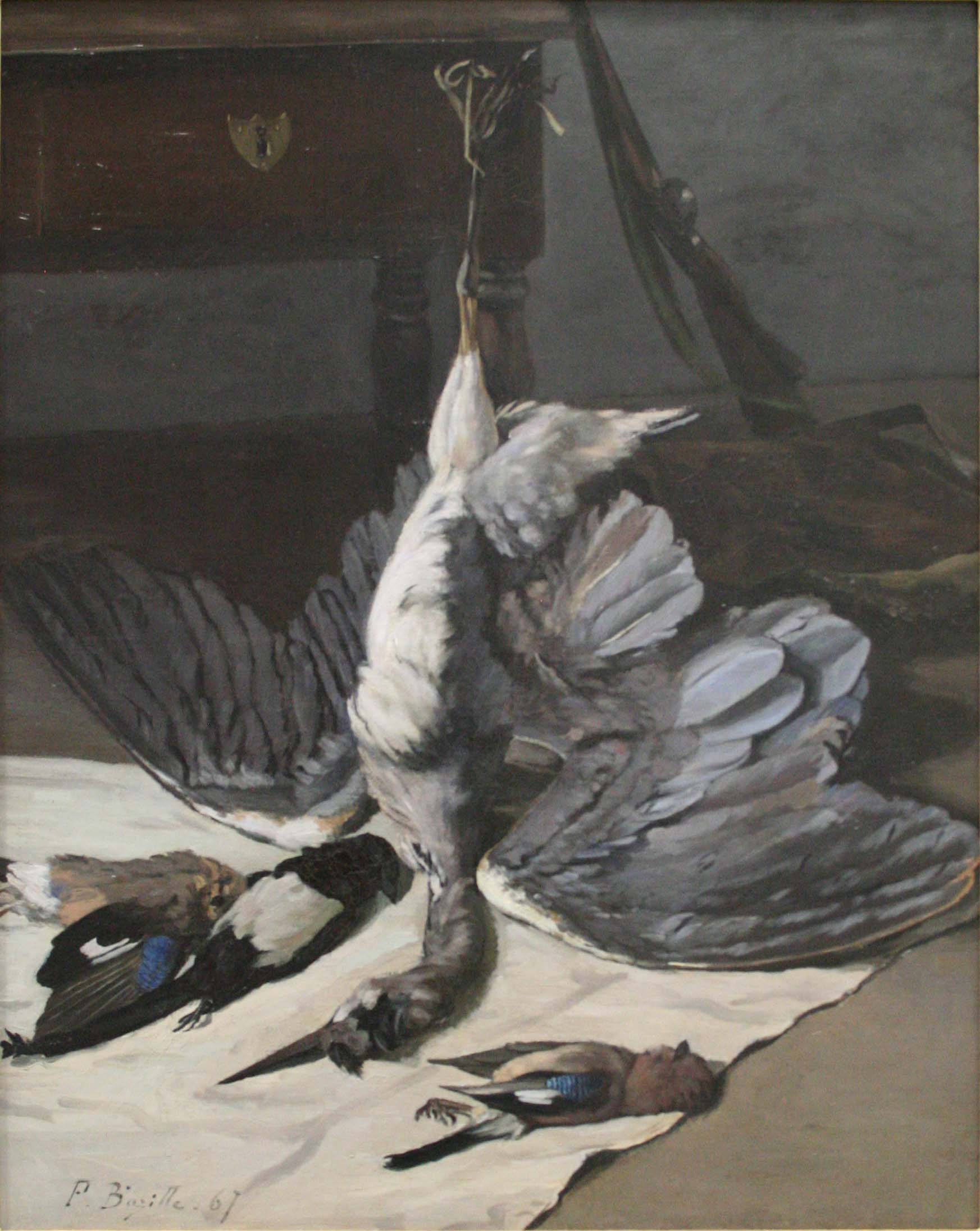
Stilleben med häger av Frédéric Bazille. Musée Fabre, Montpellier.
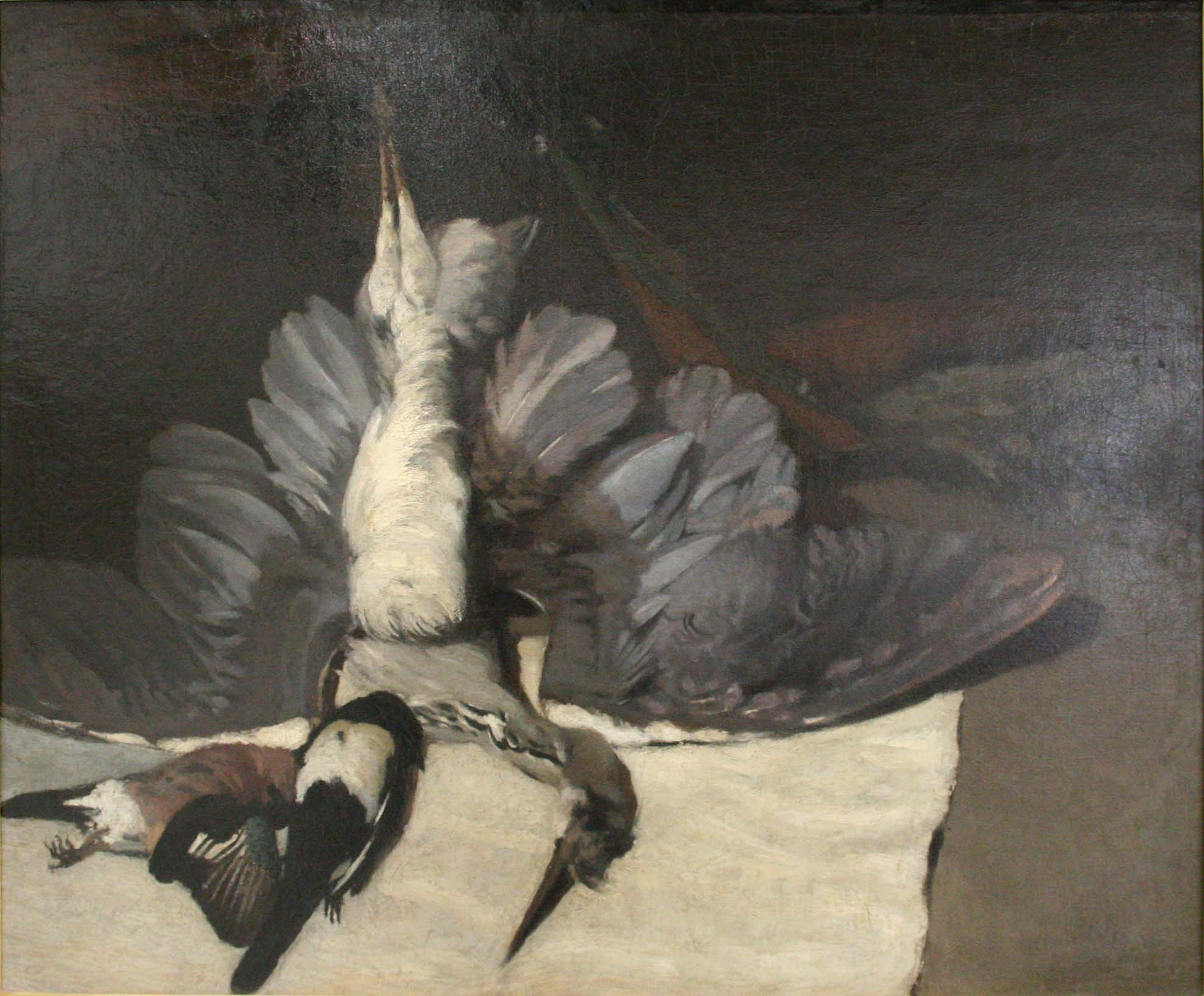
Häger med utfällda vingar av Alfred Sisley. Musée Fabre, Montpellier.
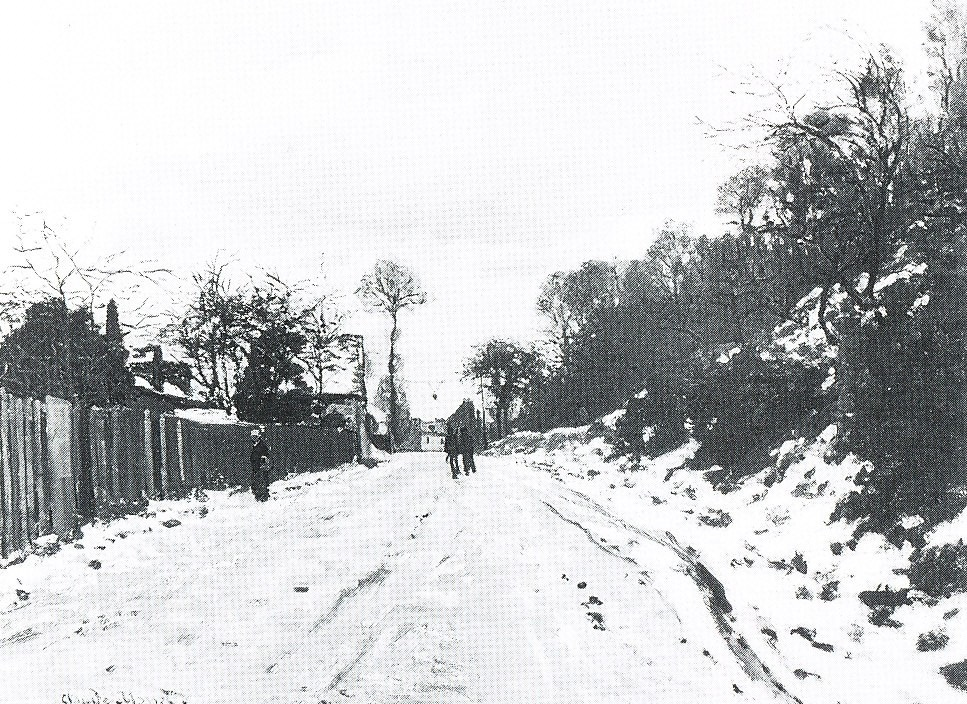
La Route sous la neige à Honfleur (1867) av Claude Monet. Privat ägo.
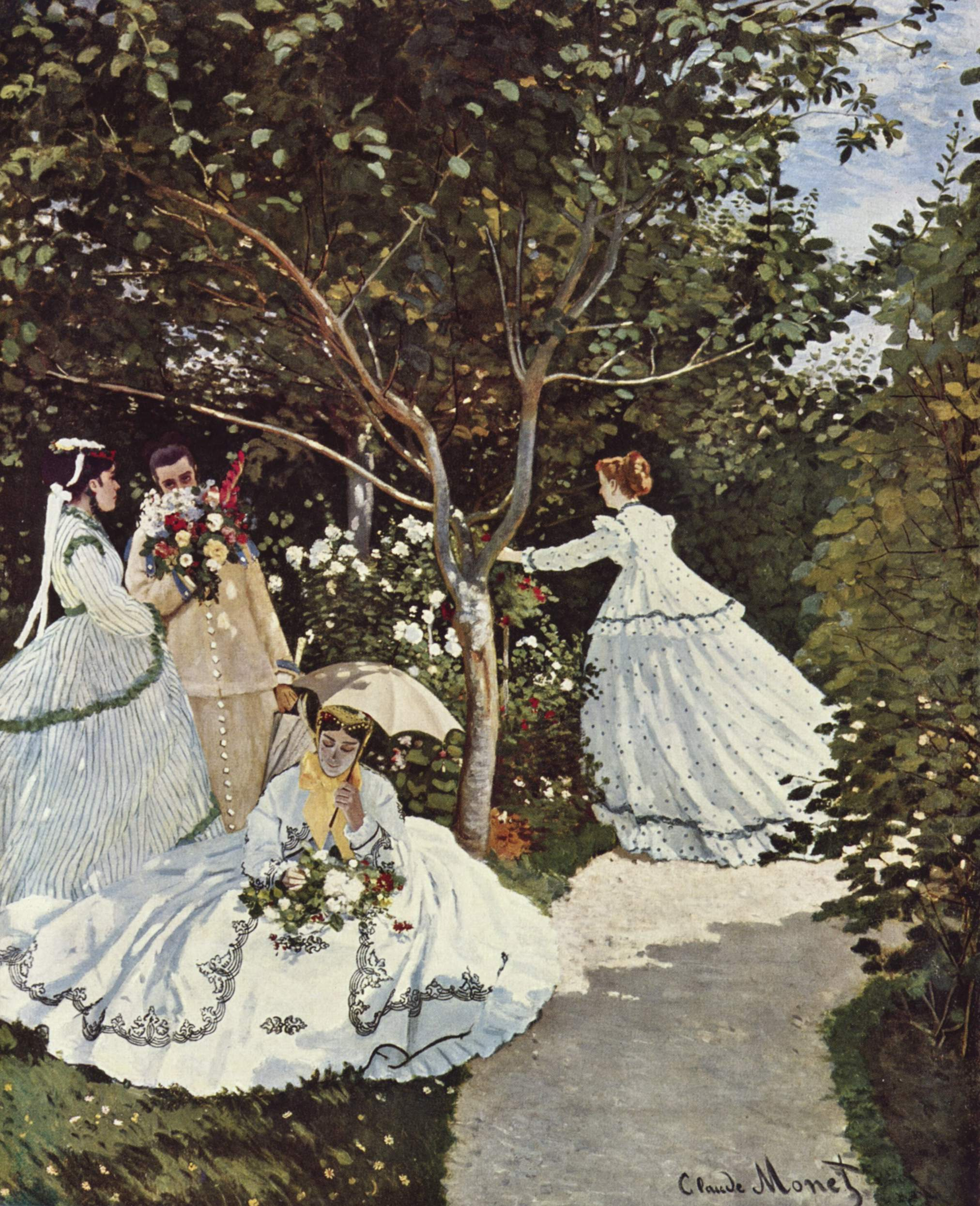
Kvinnor i trädgården (1866) av Claude Monet. Musée d'Orsay.